# 堅卡河
堅卡河（烏克蘭語：Тенька），是烏克蘭的河流，位於該國北部，流經日托米爾州，屬於特尼亞河的右支流，發源自普利内，河道全長27公里，流域面積245平方公里。